# Myristicine
La myristicine ou myristine ou  5-allyl-1-méthoxy-2,3-méthylènedioxybenzène est un composé de la famille des phénylpropènes, une sous-classe des phénylpropanoïdes. Elle est présente dans certaines huiles essentielles et est notamment présente dans la noix de muscade (Myristica fragrans) et dans une moindre mesure dans d'autres plantes aromatiques telles le persil, l'aneth et les carottes. 
On présume que la myristicine serait responsable des effets psychotropes de la noix de muscade.
Les gardiens de prison aux États-Unis se sont rendu compte que les prisonniers se droguaient en mangeant les noix de muscade. La myristicine a un effet analogue à celui des amphétamines.